# Stuart Burrows
Pour les articles homonymes, voir Burrows.
Stuart Burrows, né le 7 février 1933 à Clifynydd (pays de Galles) et mort le 29 juin 2025 à Cardiff, est un ténor britannique, particulièrement associé aux opéras de Wolfgang Amadeus Mozart.

## Biographie
Stuart Burrows est maître d'école et ce n'est qu'après avoir gagné un concours de chant en 1954, qu'il décide de s'y consacrer sérieusement. Il étudie alors au Trinity College de Carmarthen en Irlande, et commence à se produire en concert.
Ses débuts à l'opéra ont lieu à Cardiff en 1963, lorsqu'il chante Ismaele dans Nabucco, avec le « Welsh Opera Company ». En 1965, il est invité par Igor Stravinsky à chanter dans son Œdipus Rex à Athènes. Il est alors invité au Royal Opera House de Londres, où il débute en Beppe dans Pagliacci, suivi de Fenton dans Falstaff, puis Tamino dans Die Zauberflöte.
C'est alors le début d'une carrière internationale, avec des débuts au San Francisco Opera en 1967, l'Opéra de Vienne et le Festival de Pâques de Salzbourg en 1970, le Metropolitan Opera de New York en 1971, où il s'illustre dans les opéras de Mozart, tels Die Zauberflöte, Don Giovanni, Die Entführung aus dem Serail, La clemenza di Tito, Idomeneo, re di Creta.
Il paraît aussi au palais Garnier de Paris, au festival d'Aix-en-Provence, aux Chorégies d'Orange, à La Monnaie de Bruxelles, etc.
Outre les rôles mozartiens, il excelle aussi dans le répertoire français (Faust, Roméo, Hoffmann, des Grieux, etc.) et le bel canto italien (Elvino, Nemorino, Edgardo, Ernesto, Percy, Leicester, Alfredo, etc.). Il a également obtenu un succès considérable en Lenski dans Eugène Onéguine.
Stuart Burrows a été aussi tout au long de sa carrière un récitaliste recherché, notamment dans les oratorios de Jean-Sébastien Bach et Georg Friedrich Haendel, ainsi que dans les Requiems de Mozart et Berlioz.

## Discographie sélective
- Berlioz, La Damnation de Faust, Stuart Burrows, Faust, Edith Matis, Marguerite, Donal McIntyre, Méphistophélès, Tanglewood Festival Chorus, Boston Symphony Orchestra, dir. Seiji Osawa., 2 CD DG 1997.

## Sources
- Alain Pâris (dir.), Le Nouveau Dictionnaire des interprètes, Paris, Laffont, coll. « Bouquins », 2015 (1re éd. 2004), 1366 p. (ISBN 978-2-221-14576-0, OCLC 908685632).